# 赵佗公园
赵佗先人墓，位于中国河北省石家庄市新华区赵陵铺路街道，为南越王赵佗先祖之墓地。1982年7月23日，列入省级文物保护单位。2005年，以赵佗先人墓为基础，修建了赵佗公园。
西汉初年，汉文帝派陆贾出使南越国，为使赵佗思根归汉，故在出发前修建赵佗先人墓。